# Pachycephala simplex
Pachycephala simplex е вид птица от семейство Pachycephalidae.

## Разпространение
Видът е разпространен в Австралия, Индонезия и Папуа Нова Гвинея.